# Vasilka Stoeva
Vasilka Rafailova Stoeva (in bulgaro Василка Рафаилова Стоева?; Kotel, 14 gennaio 1940) è un'ex discobola bulgara, vincitrice della medaglia di bronzo alle Olimpiadi di Monaco di Baviera 1972.

## Palmarès
| Anno | Manifestazione | Sede              | Evento           | Risultato | Misura  | Note                          |
| ---- | -------------- | ----------------- | ---------------- | --------- | ------- | ----------------------------- |
| 1972 | Olimpiadi      | Monaco di Baviera | Lancio del disco | Bronzo    | 64,34 m | Miglior prestazione personale |
| 1974 | Europei        | Roma              | Lancio del disco | 8ª        | 57,12 m |                               |

## Campionati nazionali
- 6 volte campionessa nazionale nel lancio del disco (1967, 1968, 1969, 1970, 1971, 1973)